# Bořetín (Boemia meridionale)
Bořetín è un comune della Repubblica Ceca facente parte del distretto di Jindřichův Hradec, in Boemia Meridionale.